# Тлателолько
Тлателолько (Tlatelōlco) — ацтексько-тепанекська держава Центральної Месоамерики, що утворилася у 1337 році. Була важливим політичним та економічним центром. У 1473 році підкорено ацтеками з Теночтітлану.

## Історія

### Під владою Ацкапоцалько
На місці, де виникла держава Тлателолько нетривалий час існувало невелике поселення тепанеків. У 1320-х роках, через декілька років після заснування Теночтітлана, група мешіків, що відокремилася від інших ацтеків, створила тут власне місто. Власне назва Тлателолько походить від слова тлатоллі (tlatolli — «піднесене місце»). Іноді його називають також Мешіко-Тлателолько. У 1337 році вони завдяки діяв вождя Тлакотена змогли домогтися незалежності від Теночтітлана, водночас визнавали зверхність альтепетля Ацкапотцалько. Втім Тлакотен як тлатоані володарював лише 200 днів.
Втім лише у 1352 році змогли перетворитися власне на альтепетль (місто-державу), отримавши як тлатоані (було остаточно встановлено систему тлатокайотль (tlatocayotl) — «режим сеньйорії») представника династії тепанеків з Ацкапоцалько. У 1371 році підкорили для останнього місто Тенайуки. У 1375 році війська Тлателолько з успіхом воювали на боці свого сюзерена проти держави Коатлінчан, завдавши їй важкої поразки, чим сприяли перетвореню Ацкапоцалько на гегемона Мексиканської долини.
Водночас в цей час закладаються підвалини особливого державного устрою Тлателолько. Їх тлатоані дедалі більше розглядається як верховний жрець та суддя, а потім військовий діяч. Це було пов'язано з відсутністю власної загарбницької політики. Мешканці Тлателолько дедалі більше уваги приділяють ремеслам і торгівлі.

### Незалежне врядування
Ситуацію у відносинах між Тлателолько та Ацкапоцалько змінив новий володар останнього — Макстла, який повалив свого брата Куакуапіцауака, тлатоані Тлателолько, намагаючись повністю підкорити місто. Тоді у 1427 році тлателольки вступили в союз з Теночтітланом, Тлакопана і Тескоко. Наскільки важливу роль вони відігравали під час війни 1427—1428 років проти Ацкапоцалько невідомо. Проте за її результатами утворивши Потрійний союз, куди Тлателолько не увійшов. На це вплинули родинні зв'язки з поваленою державою та приналежність до тепанеків (два міста тепанеків з Тлакопаном разом викликало б дисбаланс в союзі). Ймовірно натомість він отримав торговельні та інші пільги. У 1438 році вільками Тлателолько було захоплено місто-державу Куаутінчан.
Тлателолько вже до часу володарювання великого тлатоані Монтесуми I перетворився на своєрідну торгову столицю Мексиканської долини. Торгівці-почтека мали величезний вплив. Вони жили в семи кварталах, один з яких називався Почтлан, звідки походить і їх назва. Кожному з кварталів відповідало «місце»-петлатль, або особливий купецький суд. Саме купці Тлателолько перші привезли до долини тканини з бавовни, ставши на деякий час монополістами з торгівлі ними. При тлатоані Куаутла, вони ввозили губні прикраси, пір'я, шкури хижих звірів. При останньому незалежному тлатоані Мокіуіштлі, список товарів, які купці Тлателолько привозили з далеких мандрів, ще більше розширився. У ньому, зокрема, було присутнє какао, що стало повсякденним напоєм всіх знатних родин.
Водночас активно розвивається будівництво, відбувається потужна розбудова Тлателолько. За усіх володарів йшло будівництво великої піраміди, що сягнула 11 метрів та 6 ступенів.

### Занепад
Правителі Теночтітлана не могли терпіти присутності одночасно спорідненого і конкуруючого міста, що знаходиться на відстані польоту стріли. Привід до конфлікту надало саме Тлателолько. Їх тлатоані Мокіуіштлі, одружений з сестрою імператора Ашайякатля — Чальчіуненетцін, ставився до своєї дружини зневажливо, з іншого боку, він разом із своїм радником Теканалєм намагався створити з іншими містами (Уешкоцінко і Тлашкалою) долини союзи проти Теночтітлана. Відносини загострилися до такої міри, що вибухнула війна: 1473 року ацтеки перемогли Тлателолько і захопили головний храм. Мокіуіштлі було скинуто з вершини піраміди, його розірвали на шматки.
Коли вцілілі тлателольки побачили, що їх правителя вбито, вони, шукаючи порятунку, намагалися сховатися в оточуючих очеретяних заростях. Потім якийсь знатний чоловік з Тлателолько, що доводився дядьком Ашайакатлю, почав благати небожа, щоб той віддав наказ припинити вбивство переможенихтТлателолько. Ашайакатль погодився, але щоб принизити Тлателолько, велів їм кричати, наслідуючи сорокам, качкам і іншим птахам. Тлателолько покірливо корилися. Ацтеки, з берега спостерігали за цим приниженням, зло насміхалися над ними. З тих пір нібито ацтеки і стали називати тлателолько «тими, що крякають». З тих пір Тлателолько втратив свою незалежність і був включений до складу столиці під початком намісника з титулом тлатоані.

### Частина імперії
Після цього Тлателолько стало фактично одним місто з Теночтітланом, зберігаючи важливі торговельні позиції, куди йшли торговельні шляхи з усієї імперії. Водночас Тлателолько було центром однієї з «провінцій» імперії.
У 1521 році потужна ацтекська залога запекло захищала місто від іспанців на чолі із Педро де Альварадо, але зазнало поразки, саме місто було частково зруйновано й вщент пограбовано.

## Населення
За приблизними розрахунками дослідників, населення міста становило до 50-60 тис.,, в часи імперії — до 100 тис. осіб.

## Правителі

### Тлатоані з династії Ацкапотцалько
- Тлакотен (1337 – 1352)
- Куакуапіцауак (1352—1407)
- Тлакацоцін-Тлакатеотль (1407—1428)
- Куаутлатоуацін (1428—1460)
- Мокіуіштлі 1460—1473

### Намісники ацтеків
- Тлауелокцін (1473—1488)
- Ціуакпопокацін (1488—1506)
- Йоллокуаніцін (1506—1516)
- Іцкоуацін (1516—1519)
- Куаутемок (1519—1521)

### Васали Іспанії
- Мартин Ехекацін (1523—1526)
- Хуан Ауеліток (1526—1530)
- Хуан Куауіконок (1530—1537)
- Алонсо Куауноктлі (1537—1540)
- Мартин Тлакатекатль (1540—1548)
- Дієго Уіцнауак (1548—1562)

## Колоніальний період
Після підкорення ацтеків конкістадорами в 1521 році Тлателолько став муніципалітетом віце-королівства Нова Іспанія, його було перейменовано на Сант'яго-Тлателолько. Місто залишалося важливим центром, оскільки в ньому був заснований католицький університет для індіанської знаті — Колегіум Санта-Крус-Тлателолько. Натепер руїни міста знаходяться в межах мегаполісу Мехіко.